# Ivica Perić
Ivica Perić (1968.), hrvatski filmski producent i kostimograf iz Bosne i Hercegovine.
Direktor je produkcije Scena. Filmom se bavi od 2000-tih. Bio je suradnik na nagrađivanom filmu Živi i mrtvi. Prema njegovoj ideji snimljen je film o duvandžijama.
Živi i radi u Uskoplju.

## Filmografija[3]
- "Putevi duhana" kao producent i kostimograf[4] (2018.)
- "Ljudi koji su sadili drveće" kao kostimograf (2019.)
- "Putevi kave" kao producent (2023.)[5]
- "O ljudima i šumama" kao producent (2024.)[6]

## Vanjske poveznice
- Ivica Perić u internetskoj bazi filmova IMDb-u (engl.)